# Manuel de Egüés
Manuel de Egüés (Egüés, 25 de diciembre de 1654 - Burgos, 11 de abril de 1729) fue un compositor español. El nombre completo de Manuel de Egüés no es seguro; su apellido se ha escrito también como Hegues, Eguez, Egues o Heynes; su hermano organista fue conocido como Miguel Conejos de Egüés, por lo que es posible que Conejo o Conejos fuera el apellido real.

## Vida
Nacido en Egüés (Navarra), en cuya parroquia fue bautizado dos días después, hijo de Pedro de Egüés y Jerónima de Egüés. Las primeras noticias son como maestro de capilla de la colegiata de Santa María, en Vitoria, donde estuvo de 1679 a 1682.
En 1682 partió hacia Lérida, donde fue maestro de capilla en la Catedral vieja.
Tras ser ordenado canónigo, opositó a la maestría de la metropolitana de Burgos, donde ganó las oposiciones por 27 votos a favor, frente a los tres votos obtenidos por José de Cáseda, maestro de capilla de la catedral de Calahorra. Tomó posesión del cargo el 23 de noviembre de 1685.
En octubre de 1691 fue destinado a la Catedral de Zaragoza, pero regresó a Burgos en octubre de 1692. El 1 de febrero de 1692 ya solicitó volver a Burgos y el cabildo lo llamó para oírle. En Burgos trabajó hasta su muerte, el 11 de abril de 1729.

## Obra
Manuel de Egüés fue el representante más conocido del estilo estricto en la música sacra española de finales del siglo XVII y principios del XVIII. Rara vez utilizó el estilo del bel canto temprano y el tratamiento instrumental virtuoso empleado por sus contemporáneos; se orientó más hacia las técnicas de imitación de los franco-flamencos en la composición de voces e instrumentos cantados. Sus composiciones tradicionales incluyen, entre otras, diecisiete Salves en romance en lengua vernácula española, que parafrasean himnos marianos como la Salve Regina o Ave Maris Stella. Se basan en el repertorio del canto gregoriano. También compuso diez arreglos de salmos y diez motetes en estilo franco-flamenco, lamentaciones para la liturgia de Semana Santa y numerosos villancicos.
La mayoría de su obra se conserva en la catedral de Burgos.

## Publicaciones
- Egüés, Manuel de (1999). «Yo no sé qué me tengo». Tíreme Flechas Amor: Musica Barroca De La Catedral De Valladolid. Opera Tres. Consultado el 25 de junio de 2022.